# Live Without a Net (film)
Pour plus de détails, voir Fiche technique et Distribution.
Live Without a Net est un film de concert de Van Halen enregistré en 1986 à New Haven, dans le Connecticut, et sorti la même année. Le concert s'est tenu le 27 août 1986 au Veterans Memorial Coliseum de New Haven. Le film dure 90 minutes, soit moins que la véritable prestation du groupe : quelques chansons n'ont pas été conservées au montage.
À l'origine, le groupe devait enregistrer ce film la nuit précédente, mais des problèmes audio ont conduit à refaire le tout, ce qui n'a pas empêché que certaines séquences de cette première nuit refassent surface quelque temps plus tard[réf. souhaitée]. Les deux concerts prenaient place dans le cadre du 5150 Tour consécutif à l'album homonyme, premier album du groupe avec le chanteur Sammy Hagar.

## Fiche technique
- Titre : Live Without a Net
- Réalisation : Daniel Kleinman
- Musique : Michael Anthony, Sammy Hagar, Alex Van Halen et Edward Van Halen
- Photographie : Julio Macat
- Montage : Steve Purcell
- Production : Simon Fields
- Société de production : Warner Music Group et Yessup Productions
- Pays :  États-Unis
- Genre : Film de concert
- Durée : 92 minutes
- Dates de sortie : 
  -  États-Unis : 24 novembre 1986

## Chansons
- Introduction
  - There's Only One Way to Rock (chanson de Sammy Hagar)
  - Summer Nights
  - Get Up
- Solo de batterie (Alex Van Halen)
  - 5150
  - Best of Both Worlds
- Solo de basse (Michael Anthony)
  - Panama
  - Love Walks In
- Solo de guitare (Eddie Van Halen)
  - I Can't Drive 55
  - Ain't Talkin' 'Bout Love
  - Why Can't This Be Love
  - Rock 'N' Roll (chanson de Led Zeppelin)

## Musiciens
- Michael Anthony – basse, chœurs
- Sammy Hagar – chant, guitare
- Alex Van Halen – batterie, percussions
- Eddie Van Halen - guitare, chœurs, claviers sur Love Walks In et Why Can't This Be Love

## Informations complémentaires
Au moins quatre chansons du concert (You Really Got Me, Dreams, Good Enough et Wild Thing) n'ont pas été reprises dans le film. Le solo de guitare d'Eddie Van Halen a été légèrement modifié, combinant des images des deux concerts (26 et 27 août 1986) : à un moment donné, Eddie plante sa cigarette sous les cordes derrière le sillet. Quelques instants plus tard, Eddie fume sa cigarette puis la jette par terre. Quelques secondes plus tard, la cigarette réapparaît à sa place d'origine. La chanson Best of Both Worlds, qui comprenait en live une reprise du hit de Robert Palmer, Addicted to Love, a été diffusée lors des MTV Video Music Awards de 1986. Seule la chanson de Van Halen est visible sur le film. Une version non éditée de Love Walks In y a également été diffusée.
Un autre problème est survenu lorsqu'une corde s'est cassée sur la Kramer 5150 d'Eddie Van Halen pendant I Can't Drive. Après le pont de la chanson, pendant que Sammy jouait en solo, Eddie a changé de guitare pour sa Steinberger 5150, qu'il a utilisée pour terminer la chanson et interpréter Ain't Talkin' 'Bout Love. Il y a un easter egg sur le DVD de 2004, un court extrait muet d'un homme conduisant une petite voiture et jouant de la guitare. Le clip est extrait du clip de la chanson Amsterdam du groupe américain Guster.
Initialement sorti sur VHS et LaserDisc, Live Without A Net a été réédité sur DVD en 2004 avec des mixages stéréo et surround - Dolby 5.1 et DTS.

## Certifications
| Pays              | Certification | Ventes  |
| ----------------- | ------------- | ------- |
| Australie (ARIA)  | Or            | 7 500   |
| États-Unis (RIAA) | 2 × Platine   | 200 000 |